# Esteticismo

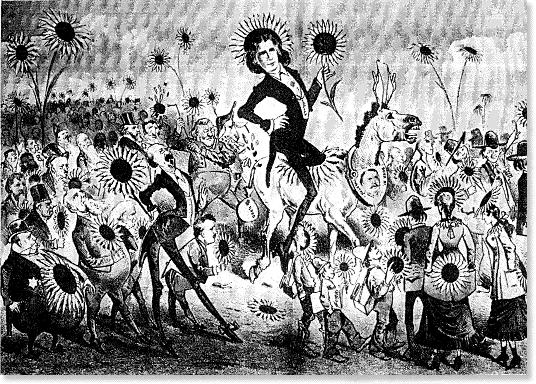
Caricatura del Wasp de San Francisco representando a Oscar Wilde, máxima figura del esteticismo.

El esteticismo es un movimiento artístico inglés de finales del siglo XIX, basado en la doctrina de que el arte existe para beneficio de la exaltación de la belleza, la que debe ser elevada y priorizada por encima de la moral y de las temáticas sociales, o sea incluso por encima de una profunda reflexión sobre lo que obstruye la felicidad y el buen desarrollo del ser humano en la sociedad. Este movimiento representa tendencias similares a las que pregonaron en Francia el simbolismo y en particular el decadentismo, por lo que el mismo bien podría ser considerado como la rama inglesa de esos movimientos.
Se originó como oposición a las filosofías utilitaristas imperantes, y como reacción a la fealdad y el materialismo aparentes de la naciente época industrial. Sus fundamentos filosóficos fueron asentados por Immanuel Kant, quien propuso que las normas estéticas podían ser separadas de la moralidad, la utilidad, o el placer.
El esteticismo en ningún caso es sinónimo ni de belleza ni de estética.

## Inicio y desarrollo del movimiento

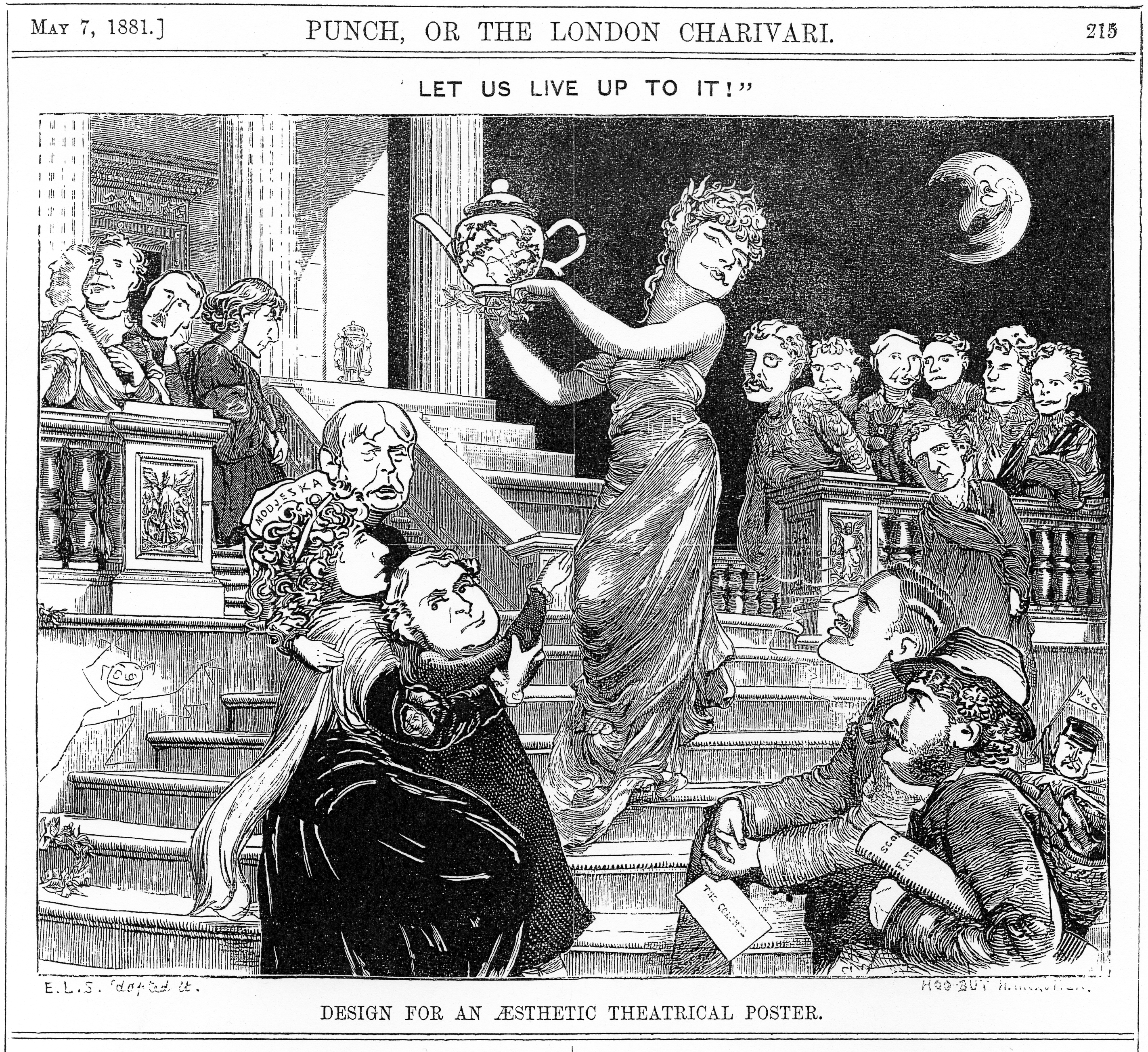
Una ilustración de la revista Punch sobre el esteticismo

Al fin del siglo XIX, una nueva sensibilidad se desarrolló en reacción al naturalismo. Este nuevo movimiento fundamentalmente se interesaba en describir la realidad hasta en su trivialidad.
En cuanto a los estetas o esteticistas, preferían dedicarse a la búsqueda y a la investigación del refinamiento, de la belleza, y del arte. Adhirieron fuertemente a la religión de lo bello, y lo encontraron en las formas inexploradas de lo «vulgar» y de lo «simple»: el arte primitivo (prerrafaelismo) o arte ingenuo, por ejemplo, muebles y vestimentas antiguas se reinsertaron en las artes decorativas de William Morris, y se volvieron a utilizar formas de lenguaje esotéricas, etc. Recordemos por ejemplo «Todo arte es completamente inútil» (del prefacio de la obra El retrato de Dorian Gray).
Entre los escritos literarios que exploran casi en el mismo momento las posibilidades de esta filosofía están:
- A contrapelo (1884) de Joris-Karl Huysmans.[11]

- El retrato de Dorian Gray (1890) de Oscar Wilde.[12][13]

- Hedda Gabler (1891) de Henrik Ibsen.[14]

La acogida fue entusiasta a las tres obras en el seno de los pequeños círculos, coterías, y revistas literarias.
Desde hacía bastante tiempo, Théophile Gautier y el movimiento el arte por el arte había preparado la vía para este cambio (prefacio de la obra Mademoiselle de Maupin, 1835), y será el núcleo a partir del cual se desarrollará el llamado Art nouveau.
El esteticismo, el decadentismo, léase el simbolismo, son las salidas que se buscan para escapar de un mismo malestar : "el fin del siglo XIX" se bifurca entre, por una parte, la fe en la ciencia y la modernidad, y por otra parte, el pesimismo frente a los valores contestados por causa del materialismo. Y el culto por la belleza en sí misma, así a muchos ha parecido una salida. Hay cierto interés en evadir o prescindir de la realidad cotidiana, desacreditando y contestando la moral y las costumbres burguesas.
Asimismo se notará contrariamente a los aspectos corrientemente destacados en las definiciones de esteticismo o estetismo, que esa corriente implica una profunda reflexión filosófica, que no es para nada superficial. Para los verdaderos estetas (o esteticistas), ser superficial y simplista es casi como ser criminal, ya que no sólo conviene lograr belleza exteriormente, sino que también y simultáneamente se debe ir en búsqueda del equilibrio y la belleza interior. La «belleza» debe ser completa, imponiéndose como un «estilo de vida»  y como un «precepto a aplicar».
Los escritores británicos decadentes fueron grandemente influenciados por Walter Pater y sus escritos, así como por la novela Mario el epicúreo, en la que se estableció que la vida debe ser vivida intensamente, primordialmente siguiendo como ideal a la belleza. Estos enfoques junto a las investigaciones sobre el Renacimiento, se convirtieron en la biblia de los jóvenes entusiastas del arte en aquellos años. James McNeill Whistler, Oscar Wilde, y Stéphane Mallarmé, avivaron el patrón de refinamiento de la corriente, con delicada sensibilidad quizás, hasta su punto más alto.
En 1891 Walter Pater publicó una serie de ensayos (Apreciaciones) que dieron pie a que se le considerase uno de los máximos representantes del esteticismo, cuyos aspectos más deslumbrantes y exquisitos se pusieron de manifiesto tanto en su obra como en su vida. Su extenso poema Ravenna ganó el prestigioso premio Newdigate en 1878, y convirtió el estilo bohemio de la juventud inglesa en una filosofía de vida, el cual fue enunciado seriamente por Oscar Wilde, quien también es uno de los más representativos en el esteticismo. 
El movimiento llegó a su fin con el juicio contra Oscar Wilde ocurrido en 1895.

## Esteticismo, simbolismo, decadentismo, dandismo
Mucho se han analizado y discutido estos movimientos, en el sentido de llegar a establecer si hay algún tipo de contraposición entre algunos de ellos, y naturalmente, entre los especialistas las posiciones están divididas. En esta sección por tanto, no se espere que se llegue a ningún resultado definitivo.
Sin duda el esteticismo fundamentalmente aboga por «el arte por el arte mismo», mientras el decadentismo es «la antítesis del movimiento poético de los parnasianos y de su doctrina (inspirada en el ideal clásico del "arte por el arte")».